# 馬蒂瓜斯

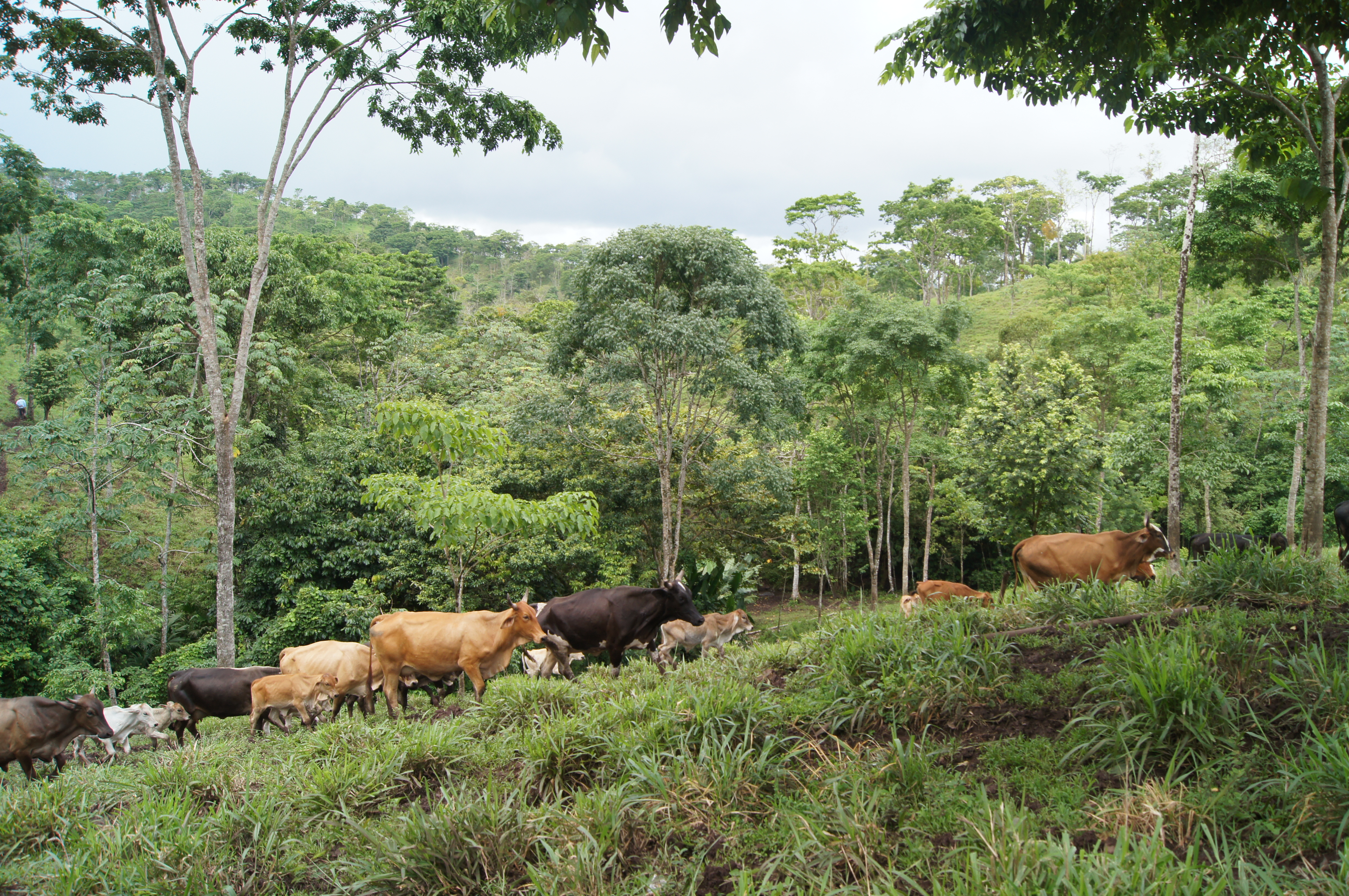
馬蒂瓜斯

馬蒂瓜斯（西班牙語：Matiguás），是尼加拉瓜的城鎮，位於該國中部，由馬塔加爾帕省負責管轄，始建於1920年，面積1,532平方公里，海拔高度293米，2005年人口41,127，人口密度每平方公里26.85人。
12°50′N 85°28′W / 12.833°N 85.467°W